# 1992年—1993年海南房地产泡沫

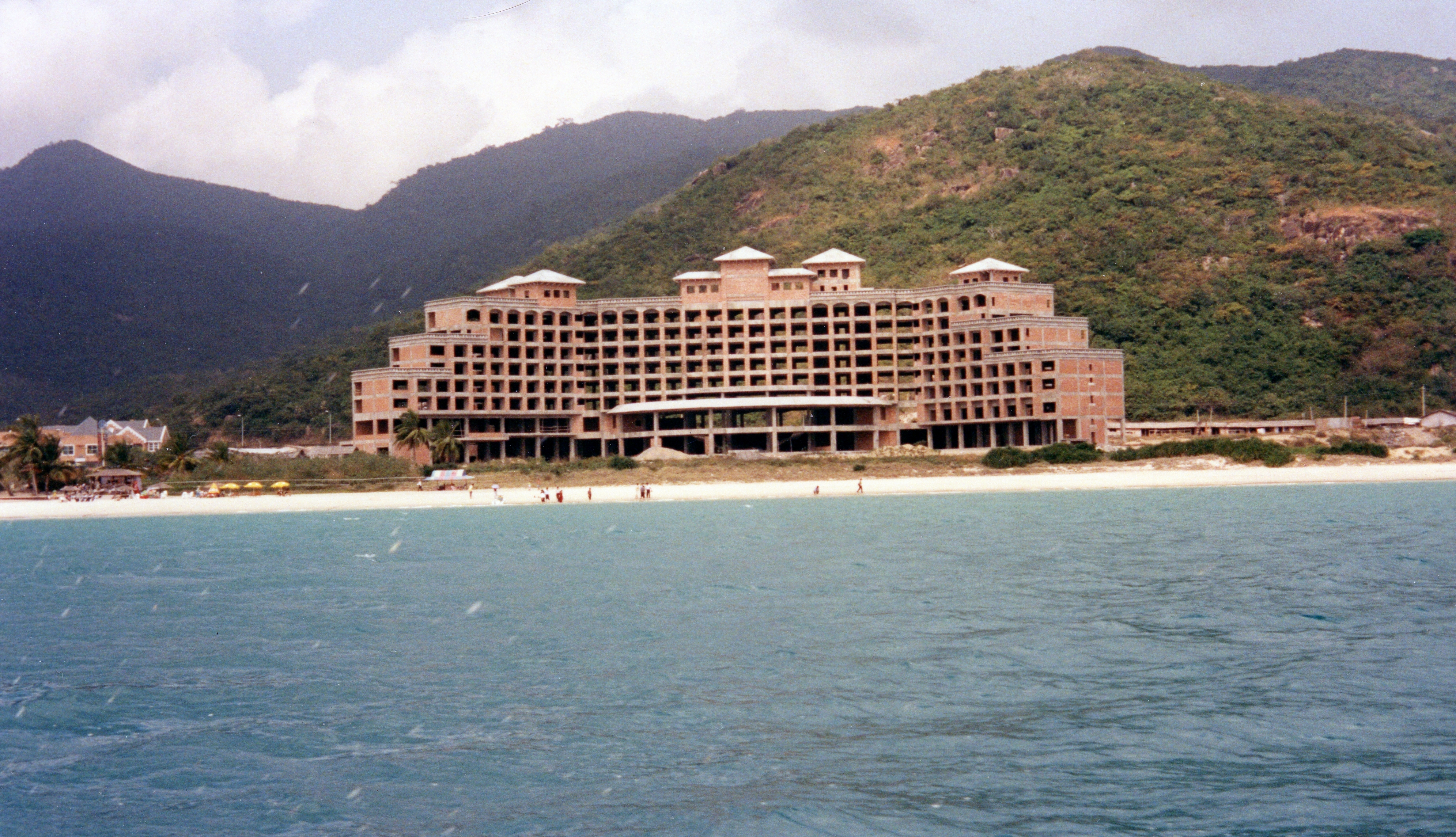
海南房地產泡沫后三亚的一间烂尾建築，摄于1999年

1992—1993年海南房地产泡沫，是指1988年海南省建立之初出现的房地产繁荣，1992年随着住房改革和南巡讲话海南房价一飞冲天，但随着1993年6月24日国务院颁发“国16条”控制经济过热，海南房地产价格出现大崩盘，95%以上的房地产企业破产，间接导致大量国有银行坏账率飙升，仅中行、建行、工行、农行四大行坏账就高达300亿元，当时流传海南有三绝——“天涯、海角、烂尾楼”。海南的楼市崩溃业带动全国楼市进入寒冬，与海南隔海相望的广西北海，因房地产泡沫烂尾楼数量超过海南三亚，被戏称为“泡沫经济博物馆”。

## 过程

### 海南建省与特区热
1988年改革开放已经过去十年，中国政府在设立深圳、珠海、厦门和汕头四大经济特区后积累了城市经济改革的许多经验，为了进一步深化经济改革，选定了海南作为新的改革基地。当时的海南虽然属于沿海地区，但农业人口超过80%，城市化水平低下，人均收入低于全国平均水平。1988年8月23日，中央下令海南脱离广东省独立建省，并在海南设立经济特区。海南作为当时中国最新、最大且是唯一的省级经济特区，吸引力全国大约10万人前来，一时有“十万人才下海南”的说法，很多人都认为海南是下一个深圳，海南发展机会不容错过。建省前两年，由于大量人口涌入，住房出现紧缺，不少人抓住商機开发房地产，一时仅仅700万不到的海南省就有2万多家房地产公司成立，海南三亚、海口等地的房价在1300元-1400元/平方米之间。

### 住房改革与邓小平南巡
1992年邓小平开始南巡讲话，坚定改革开放的市场信心，接着中央提出加快住房改革，同时国务院批准海南吸引外资开发洋浦经济开发区。在利好刺激下，海南的房地产开始迅速发展，全国各地都有“要挣钱，到海南；要发财，炒楼花”的口号。1992年海口房价翻4倍多，直达5000每平米，地价也从1991年每亩几十万涨到1993年每亩600多万。海南的房地产投资突飞猛进，海口经济增长率达到83%，全省财政收入的40％来源于房地产业。

### 房地产调控
1993年6月23日，国务院副总理朱镕基突然宣布终止房地产公司上市、全面控制银行资金进入房地产业，次日颁布“国16条”限制债务扩张、削减基础设施建设，大量房企和炒房客都出现资金紧张的问题，房价也开始一落千丈。根据时候统计95%的房地产公司在调控中倒闭，海南全省留下烂尾楼600多座，积压资金800亿元，国有四大行坏账300多亿。由于当时券商可以直接投资房地产，因此华夏证券、南方证券等证券公司都直接参与了海南房地产泡沫并损失惨重，证监会吸取教训在2001年全面禁止券商直接投资。海南省为了解决房地产所带来的金融问题，设立了海南发展银行接管省内信托机构，结果1998年海南发展银行因挤兑而倒闭。海南的烂尾楼直到2008年才由政府清理完毕。海南也因为这些烂尾楼，为人戏称为三大景观——天涯、海角和烂尾楼。海南房价的破裂也导致全国性房市震动。